# 新明街站
新明街站是长春轨道交通6号线的地铁站，位于中国吉林省长春市南关区华远路与新明街交叉口西侧，于2024年3月28日开通。

## 车站结构
新明街站位于华远路与新明街交叉口西侧，沿华远路设置，呈东西走向，为地下二层岛式站台车站，车站长238.7米，标准段宽20.5米，车站地下一层为站厅层，地下二层为站台层，站台设置全高站台门。车站东侧设有两条存车线。
| 地面              | 出入口 | A、B、C、D出入口                                                                                              |
| 地下一层          | 站厅   | 客服中心、自动售票机、验票机                                                                                  |
| 地下二层          | 站台   | \| \| \| █ 6号线往双丰（轨道集团） \| \| 島式 · 開左邊车门 \| \| \| \| \| \| █ 6号线往长影世纪城（华庆路） \| |
|                   |        | █ 6号线往双丰（轨道集团）                                                                                     |
| 島式 · 開左邊车门 |        | |
|                   |        | █ 6号线往长影世纪城（华庆路）                                                                                 |

## 车站出口
新明街站共设4个出入口，其中近A出入口设地下连通道通向远大购物广场C座，各出口及周围设施如下所示：
| 编号                  | 出入口信息             | 照片 | 无障碍设施 |
| --------------------- | ---------------------- | ---- | ---------- |
| 出口 · A              | 华远路北侧             |      | 不適用     |
| 出口 · B              | 新明街西侧，华远路北侧 |      | 不適用     |
| 出口 · C · 升降机标志 | 新明街西侧，华远路南侧 |      |            |
| 出口 · D              | 华远路南侧，华昌街东侧 |      | 不適用     |
| 註： 設有             |                        |      |            |

## 接驳交通

### 公交车
| 钜城国际 | 钜城国际     | 钜城国际 | 钜城国际     | 钜城国际 |
| 编号     | 路线         | 路线     | 路线         | 备注     |
| -------- | ------------ | -------- | ------------ | -------- |
| G15      | 卫星广场南口 | ⇆        | 车城万达广场 |          |
| Z303     | 国文医院     | ⇆        | 卫星广场     | 原 163B  |

## 车站历史
本站工程名为南部新城西站，正式站名为新明街站，以车站东侧的新明街命名。
- 2021年10月24日，车站装配结构完工[3]。
- 2024年3月28日，车站随6号线通车开通[1]。
- 2025年6月13日，车站A出入口与长春远大购物广场C座地下连通道启用[4]。